# Les Ferdinand
Leslie ("Les") Ferdinand (Londen, 8 december 1966) is een voormalig Engels voetballer die gedurende zijn carrière onder andere voor Queens Park Rangers, Newcastle United en Tottenham Hotspur uitkwam. Tussen 1993 en 1998 was hij ook actief voor het Engels voetbalelftal en speelde voor zijn land zeventien interlands. Les Ferdinand is een neef van de voetballers Rio en Anton Ferdinand.

## Clubcarrière
Les Ferdinand begon zijn carrière bij het nietige Hayes FC. Na één seizoen werd hij al verkocht aan Queens Park Rangers. Voor die club maakte hij zijn debuut in de wedstrijd tegen Coventry City. De twee seizoenen daarop werd hij uitgeleend Brentford FC en Beşiktaş JK. Voor Besiktas was hij behoorlijk productief en scoorde veertien keer in 24 wedstrijden. Tot 1995 was Les Ferdinand actief voor de Londense club.
Newcastle United nam hem in 1995 over voor 6 miljoen pond. In zijn eerste seizoen voor Newcastle scoorde hij 29 keer. In de twee jaren bij Newcastle vormde hij een goed koppel met Alan Shearer. Echter na twee seizoenen en vijftig goals vertrok hij alweer; dit keer ging hij weer terug naar Londen.
Les Ferdinand zou uiteindelijk zes seizoenen spelen voor Tottenham Hotspur. Hij had een belangrijk aandeel in het winnen van de League Cup in 1999. Door verschillende blessures was Les Ferdinand niet zo productief als in zijn periodes voor QPR en Newcastle. In de laatste jaren van zijn carrière kwam hij nog voor een paar clubs uit: West Ham United, Leicester City, Bolton Wanderers, Reading FC en Watford FC. In 2006 beëindigde hij zijn voetbalcarrière.

## Interlandcarrière
Les Ferdinand maakte zijn debuut voor Engeland op 17 februari 1993 in de wedstrijd tegen San Marino. Hij maakte in dit WK-kwalificatieduel de laatste goal van de wedstrijd, de 6-0. In totaal speelde Ferdinand zeventien keer voor Engeland en nam deel aan het EK voetbal 1996 en het WK voetbal 1998.
| Interlanddoelpunten | Interlanddoelpunten | Interlanddoelpunten | Interlanddoelpunten   | Interlanddoelpunten | Interlanddoelpunten | Interlanddoelpunten | Interlanddoelpunten |
| #                   | Datum               | Locatie             | Wedstrijd             | Goal(s)             | Score               | Uitslag             | Wedstrijd           |
| ------------------- | ------------------- | ------------------- | --------------------- | ------------------- | ------------------- | ------------------- | ------------------- |
| 1                   | 17/02/1993          | Londen              | Engeland – San Marino | 86'                 | 6 – 0               | 6 – 0               | WK-kwalificatie     |
| 2                   | 08/09/1993          | Londen              | Engeland – Polen      | 5'                  | 1 – 0               | 3 – 0               | WK-kwalificatie     |
| 3                   | 17/11/1993          | Bologna             | San Marino – Engeland | 38'                 | 1 – 3               | 1 – 7               | WK-kwalificatie     |
| 4                   | 27/03/1996          | Londen              | Engeland – Bulgarije  | 7'                  | 1 – 0               | 1 – 0               | Oefeninterland      |
| 5                   | 09/11/1996          | Tbilisi             | Georgië – Engeland    | 37'                 | 0 – 2               | 0 – 2               | WK-kwalificatie     |

## Latere carrière
In oktober 2014 stelde Queens Park Rangers Ferdinand aan als nieuwe directeur voetbalzaken. Na acht jaar deze functie bekleed te hebben stopte hij in juni 2023 met deze functie.

## Erelijst

### Club
Beşiktaş JK
- Süper Lig, tweede plaats: 1988/89
- Turkse Beker: 1989
- Turkse Supercup: 1989
- TSYD Beker: 1989

 Newcastle United
- FA Premier League, tweede plaats: 1995/96, 1996/97
- FA Community Shield, tweede plaats: 1996

 Tottenham Hotspur
- League Cup: 1999

 Bolton Wanderers
- Premier League Asia Trophy: 2005

### Individueel
- Maker van het 10.000ste doelpunt in de Premier League.